# Месроп Мащоц
Месроп Мащоц (на арменски: Մեսրոպ Մաշտոց) е роден през 362 година. Той е арменски духовник, преводач и основоположник на арменското училище и съвременната арменска азбука. Счита се също за бащата на арменската литература.

## Биография
Мащоц произхожда от село Хацекац, Таронска област (историческа Армения). Получава образованието си в Тарон, след което постъпва на служба в двореца, при цар Хосров IV. Още тогава той владее чудесно гръцки език. В двореца изучава и усъвършенства използвания там асирийски и персийски език. Мащоц основно изучава положението на страната и държавния апарат. Бил е на военна служба. След всичко това той приема духовен сан и заедно с учениците си се оттегля в провинция Гохтан с проповедническа мисия. Месроп Мащоц започва да проповядва християнството на арменски език, а не на гръцки и сирийски. Връщайки се в столицата Вахаршабат, той намира своя идеен съратник в лицето на католикос Сахак Бартев. Те двамата получават съгласието на арменския цар Врамшабух и започват своите търсения за създаването на арменската азбука. Месроп заедно със сподвижниците си заминава за чужбина и след като изследва азбуките на много народи, през 401 – 402 година създава арменската азбука, с която пишат арменците. През 405 година в град Самосат, заедно с двама от своите ученици, Ованес и Ховсеп, той се заема с превода на Библията. Това била първата апробация на арменската азбука. Неговата мисия продължава със създаването на арменски училища в цялата страна. Умира през 440 година.

## Писмени приноси
Първото изречение, написано от Месроп след завършването на азбуката, е от Книгата на Соломон с притчи:
```
   Ճանաչել զիմաստութիւն եւ զխրատ, իմանալ զբանս հանճարոյ:
   Čanačʿel zimastutʿiwn ew zxrat, imanal zbans hančaroy.
   „Да познаваш мъдростта и наставленията, да познаваш думите на гения.“
```